# Hoher Ofen

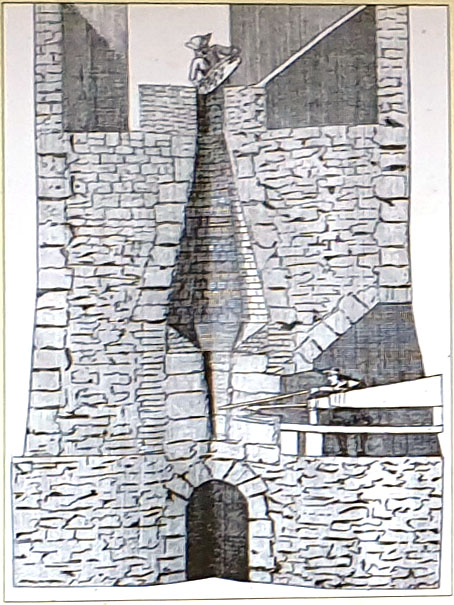
Historische Schematische Darstellung des Hohen Ofens

Der Hohe Ofen war ein Eisenschmelzofen im Schortetal bei Ilmenau in Thüringen.

## Historie

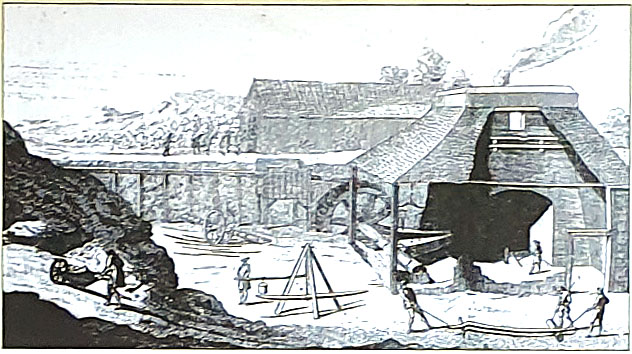
Gebäudedetails des histor. Industriestandortes

Von 1693 bis 1763 wurde an dem Standort in einem Hohen Ofen Eisenerz geschmolzen. Er gehörte zu dem Eisenwerk Günthersfelden bei Gehren und dem Stabhammer „Gottes Segen“ bei Langewiesen.
Der Hohe Ofen wurde aufgrund der in unmittelbarer Umgebung lagernden Eisenerzvorkommen sowie des Holzreichtums und des Wassers der Schorte erbaut.
Die Schorte war Grenzgewässer zwischen dem Fürstentum Schwarzburg-Sondershausen und dem Herzogtum Weimar-Eisenach.
Der Schmelzofen stand auf schwarzburgischem Territorium und das zum Betrieb nötige Wasser kam von weimarischem Gebiet. Dadurch kam es öfters zu Streitigkeiten um den Wasserzins. So wurde dieser z. B. 17 Jahre lang nicht an das weimarische Amt Ilmenau entrichtet. Es erfolgte deshalb eine Wassersperre von 1711 bis 1712.

## Funktionsweise
Der Hohe Ofen war ein Blaufeuer-Eisenschmelzofen (Blasfeuer). Durch wasserradgetriebene Blasebälge blies man seitlich Luft in den Ofen um die Arbeitstemperatur zu erhöhen. Befeuert wurde mit Holzkohle.
Als Erz wurde vorwiegend Roteisenstein verschmolzen. Es stammte aus den Gruben der Umgebung, dem Nesseltal, dem Mark-, Silber- und Mardertal, aus Ilmenau aber auch aus Könitz bei Saalfeld sowie dem Bergwerk „Roter Crux“ bei Schmiedefeld.

## Transport des Materials
Den Transport übernahmen Fuhrleute mit Ochsen- und Pferdegespannen. Ein naher Weg heißt heute noch Eisenstraße.

## Besiedlung

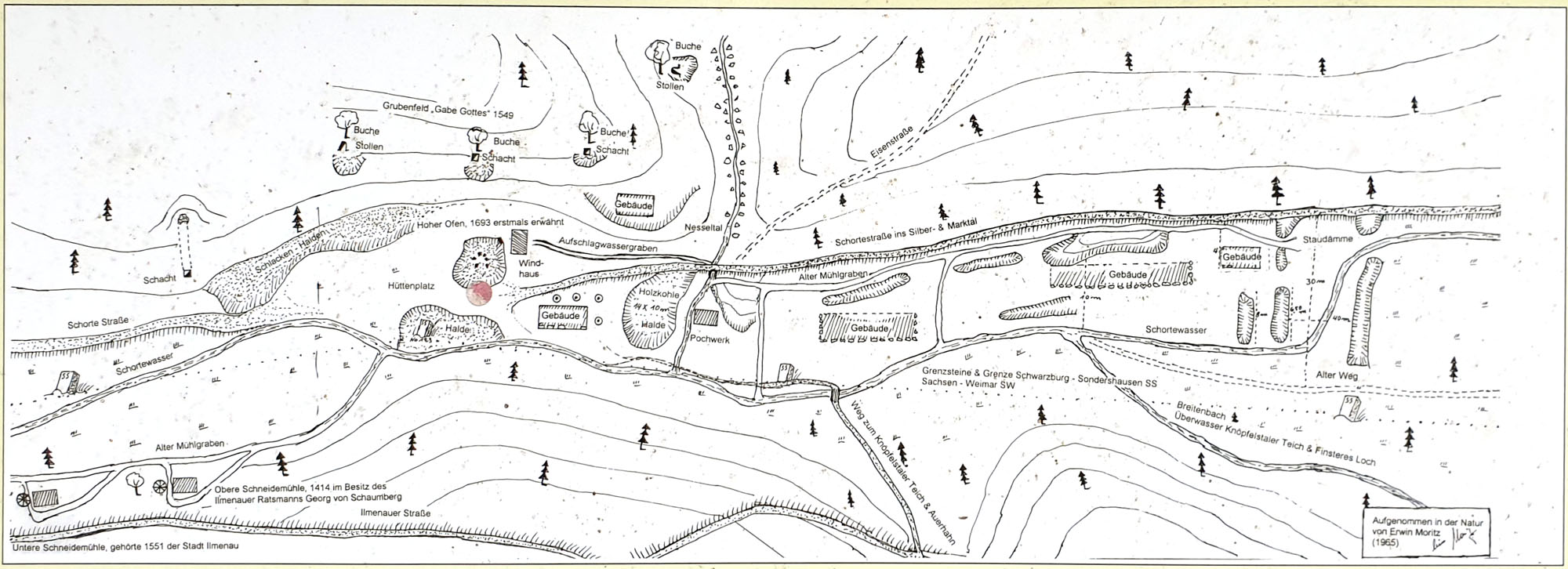
Historischer Lageplan (Karte) des Industriestandortes

Um den Eisenschmelzofen befand sich ein kleines Industriegebiet mit Pochwerk (Aufbereitung des Erzes), Windhaus, Wohn- und Arbeitsgebäuden, Stallungen, Scheunen, einem Lagerplatz für Holzkohle, einem Hüttenplatz sowie Bergwerksanlagen mit Schächten und Stollen des Grubenfeldes „Gottes Gabe“ im Nesseltal.
Bergleute, Eisenschmelzer, Schneidmüller, Holzfäller, Köhler, Fuhrleute und Flößer haben hier gelebt und gearbeitet. Oberhalb im Schortetal und in den Seitentälern befanden sich einige Stauteiche. Sie dienten als Wasserreservoir für den ständigen Betrieb der Wasserräder für das Pochwerk und die Blasebälge im Windhaus.

## Weiterverarbeitung des Roheisens
Das Roheisen wurde vorwiegend in dem Eisenwerk Günthersfelden / Gehren sowie in mehreren nahe liegenden Eisenhämmern zwischen dem Grenzhammer bei Ilmenau und Langewiesen weiterverarbeitet.

## Betriebsbeendigung
Nach 70 Betriebsjahren wurde 1763 der Hochofen stillgelegt.

## Bezug zu heute

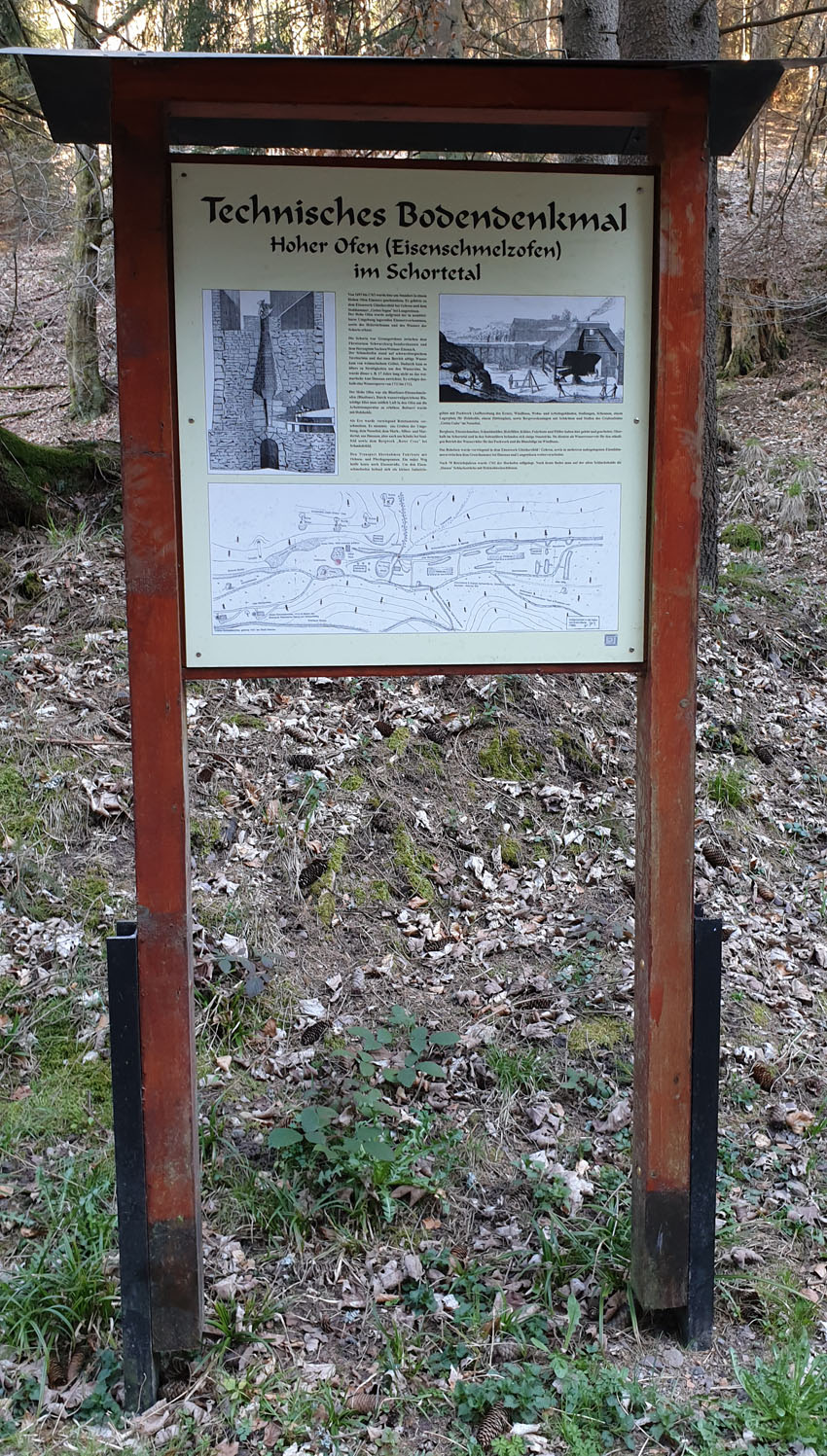
Infotafel am Standort (2020)

Noch heute findet man auf der alten Schlackehalde die „blauen“ Schlackestücke mit Holzkohleeinschlüssen. Eine Infotafel kündet von der industriellen Vergangenheit dieses heute völlig renaturierten Ortes. Neben Grenzsteinen aus jener Zeit sind bei genauerem Hinsehen noch die Standorte der Gebäude und alten Gruben zu erahnen.